# Gastronomía del Líbano

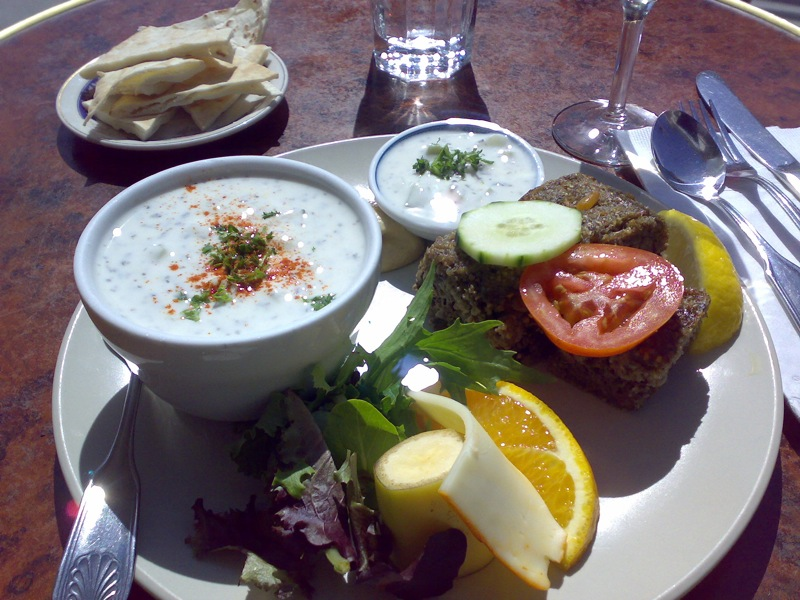
Imagen típica de comida libanesa.

La gastronomía libanesa (en árabe: المطبخ اللبناني) es la tradición y las prácticas culinarias originarias del Líbano. Incluye una abundancia de granos integrales, frutas, verduras, almidones, pescado y mariscos frescos; las grasas animales se consumen con moderación. Las aves de corral se consumen más a menudo que la carne roja, y cuando se come carne roja, suele ser cordero en las regiones costeras, y carne de cabra en las regiones montañosas. También incluye copiosas cantidades de ajo y aceite de oliva, a menudo condimentado con jugo de limón. Los garbanzos y el perejil también son básicos en la dieta libanesa.

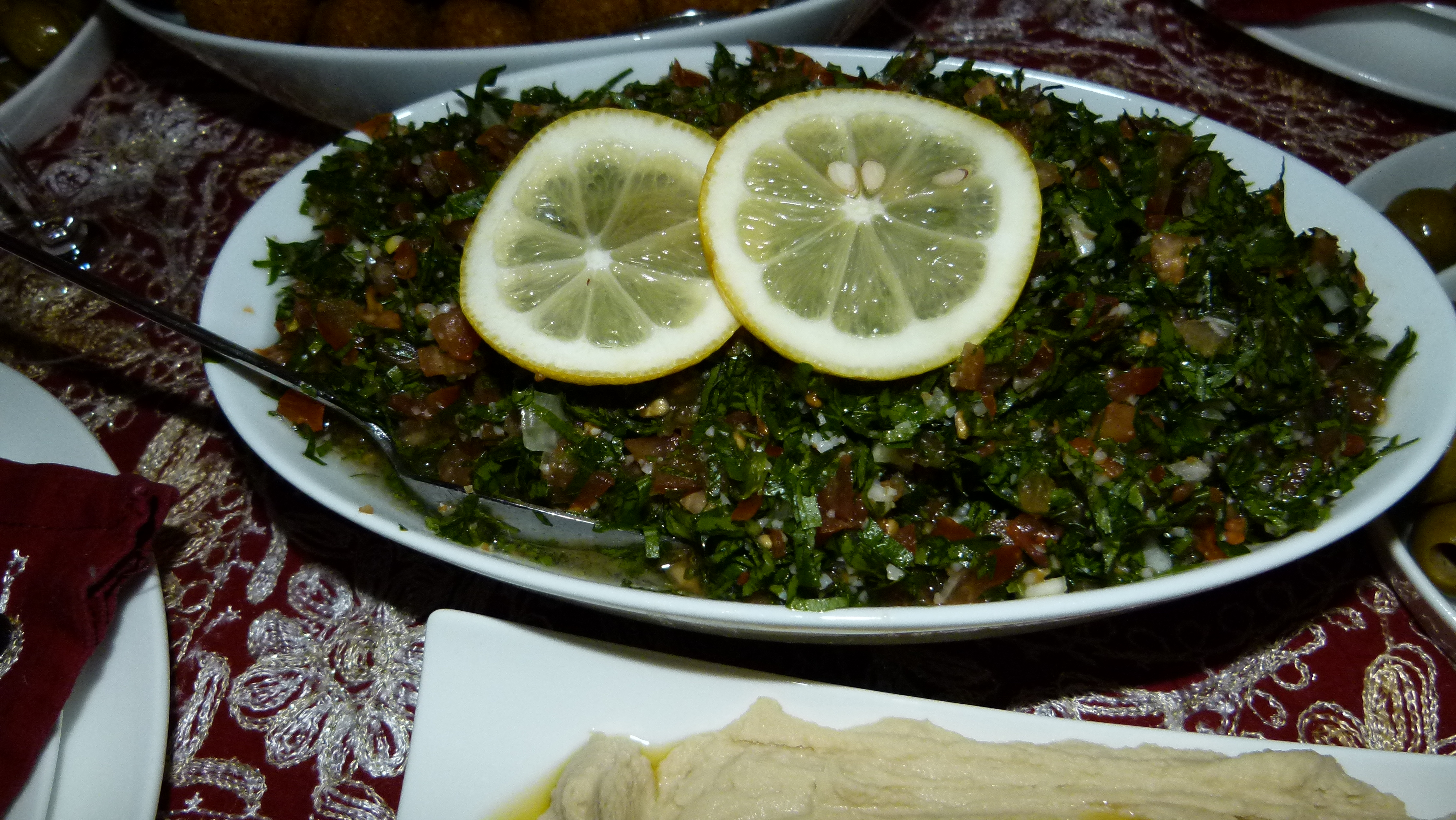
La famosa ensalada libanesa tabbule, normalmente se come en un meze y se sirve con lechuga.

Entre los platos salados más conocidos se encuentran el baba ganush, una salsa hecha de berenjena asada al carbón; el faláfel, pequeñas hamburguesas fritas hechas de garbanzos molidos muy condimentados, habas o una combinación de ambos; y el shawarma, un sándwich con carne marinada ensartada y cocinada en grandes barras. Un componente importante de muchas comidas libanesas es el hummus, una salsa o untadura hecha de garbanzos mezclados, tahini de sésamo, jugo de limón y ajo, que se come típicamente con pan de pita. Un postre muy conocido es el baklava, que se hace con capas de pasta filo rellenas de nueces y empapadas en jarabe de dátiles o miel. Algunos postres se preparan específicamente en ocasiones especiales: el meghli, por ejemplo, se sirve para celebrar un recién nacido en la familia.
El arak, un licor con sabor a anís, es la bebida nacional libanesa y se suele servir con una comida libanesa tradicional y amistosa. Otra bebida histórica y tradicional es el vino libanés.

## Historia
La gastronomía libanesa es antigua y forma parte de la gastronomía levantina. Muchos platos de la cocina libanesa se remontan a miles de años atrás, a épocas de dominio romano, del antiguo Egipto, de Babilonia, de Asiria, de Hitita y de Fenicia. Más recientemente, la cocina libanesa fue influenciada por las diferentes civilizaciones extranjeras que tenían el poder. De 1516 a 1918, los turcos otomanos controlaron el Líbano e introdujeron una variedad de alimentos que se han convertido en básicos en la dieta libanesa, como cocinar con cordero. Tras la derrota de los otomanos en la Primera Guerra Mundial (1914-1918), Francia se hizo con el control del Líbano hasta 1943, cuando el país logró su independencia. Los franceses introdujeron alimentos como el flan (pastel), un flan que data del siglo XVI d. C., eclairs, papas fritas y cruasanes.
La diáspora libanesa que vive en todo el mundo ha introducido nuevos alimentos, especias y prácticas culinarias en la cocina libanesa, manteniendo la cocina innovadora y renombrada tanto más allá como dentro de sus fronteras.

## Descripción general
La mayoría de las veces los alimentos se asan a la parrilla, se hornean o se saltean en aceite de oliva; la mantequilla o la crema rara vez se utilizan, salvo en algunos postres. Las verduras suelen comerse crudas, en escabeche o cocinadas. Como la mayoría de los países mediterráneos, gran parte de lo que comen los libaneses está dictado por las estaciones y lo que hay disponible. La cocina libanesa también varía según la región. El sur del Líbano es famoso por su Kibbeh, el valle de la Becá por sus pasteles de carne (como la sfiha), y el norte del Líbano y Saida (Sidón) por sus dulces.
En el Líbano, muy raramente se sirven bebidas sin que vayan acompañadas de comida. Similar a las tapas de España, mezeluri de Rumania y aperitivo de Italia, el mezze es un conjunto de pequeños platos que se colocan ante los comensales creando una gama de colores, sabores, texturas y aromas. Este estilo de servir la comida es menos parte de la vida familiar que de los entretenimientos y los cafés. La mezcla puede ser tan simple como verduras  encurtidas o crudas, hummus, baba ganush y pan, o puede convertirse en una comida completa que consiste en mariscos marinados a la parrilla, brochetas de carne, una variedad de ensaladas cocinadas y crudas y un arreglo de postres. Los surtidos de platos que forman el mezze se consumen generalmente en pequeños bocados utilizando un trozo de pan libanés (jubz, pita) o un tenedor. En familia, se compone de tres o cuatro platos, pero en el restaurante, el mezze puede variar entre veinte y sesenta platos, ya que las combinaciones de variantes y los platos involucrados son abundantes.
Un mezze típico consistirá en una elaborada variedad de treinta platos calientes y fríos y puede incluir:
- Ensaladas como el tabbule y el fattush, junto con salsas como el hummus, el baba ganush o el moutabal, y el kibbeh,
- Algunas hamburguesas como la samosa,
- Hojas de uva y pepinillos rellenos,
- Nueces asadas, aceitunas y verduras,
- Condimentos como el tum y el taratour, ideales para untar en la sfiha.[11][13]

La cocina familiar ofrece también una gama de platos, como los guisos (o yakhneh), que pueden cocinarse de muchas formas dependiendo de los ingredientes utilizados y se suelen servir con carne y fideos de arroz. Aunque a menudo se sirven simples frutas frescas al final de una comida libanesa, también hay postres, como el baklava y el café. Aunque el baklava es el postre más conocido internacionalmente, hay una gran variedad de postres libaneses.

## Lista de platos e ingredientes
Nota: Algunos de estos platos se atribuyen a ciertas regiones del Líbano, aunque la mayoría de ellos se sirven ahora en la mayoría de los hogares libaneses de todo el país, aunque con variaciones locales.

### Aperitivos

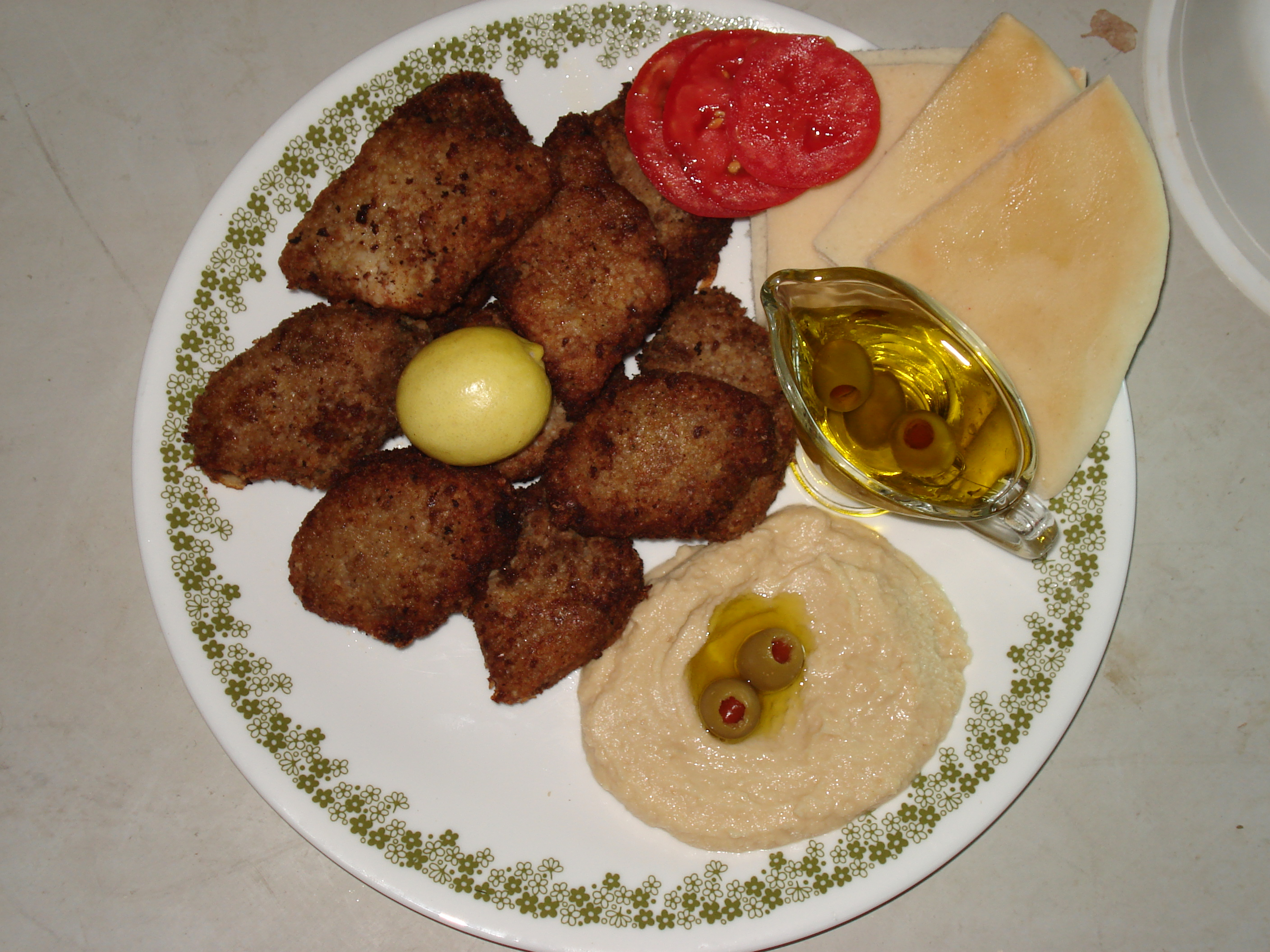
Kibbe cocinado y Hummus.

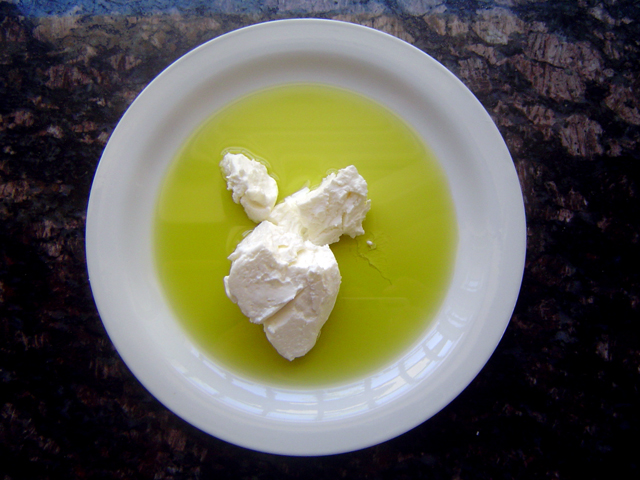
Labneh en aceite de oliva.

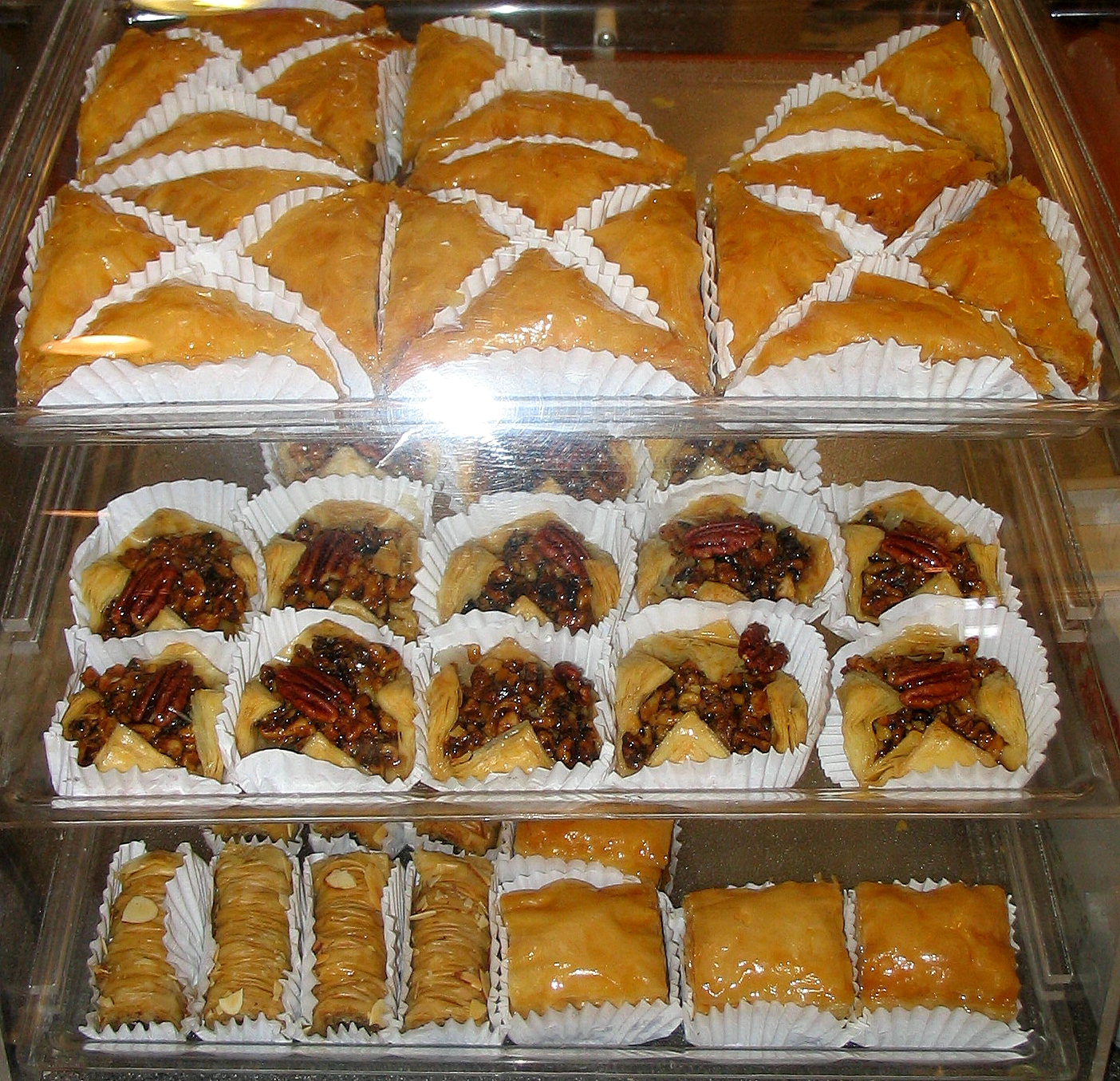
Imagen de baclava en distintas variedades.

- Akkawi - queso blanco salado o no dependiendo de la elección.[15]
- Baba ganush - berenjena a la parrilla, tahini, aceite de oliva, zumo de limón y puré de ajo, servidos como salsa.
- Balila - conocido como garbanzos de comino.
- Batata harra - patatas picantes en forma de cubo, fritas.
- Berenjena frita
- Coliflor frita - servida con salsa tarator.
- Ejjeh - tortilla de hierbas frescas libanesa.
- Faláfel - pequeñas hamburguesas fritas hechas de garbanzos molidos muy condimentados.
- Fateh b'hummus - garbanzos con pita y yogur con especias.
- Fatteh - garbanzos, yogur, carne picada, especias y pita libanesa a la parrilla cortada en triángulo.
- Fattush - ensalada «campesina» de pan de pita tostado, pepinos, tomates, pamplinas y menta.
- Ful medames - puré de frijoles marrones y lentejas rojas aderezado con limón, aceite de oliva y comino.
- Halloumi - queso blanco salado, se puede asar a la parrilla.[16]
- Hummus - se unta con una mezcla de garbanzos, tahini de sésamo, jugo de limón y ajo, y típicamente se come con pan de pita.
- Hummus Ras Asfour - hummus con carne en la parte superior, comido con pan de pita.
- Jwenih - alas de pollo cocinadas con cilantro, ajo y limón, servidas como meze.
- Kibbeh - el plato nacional, principalmente relleno, se puede hacer de diferentes formas, incluyendo frito, crudo y cocinado con yogur.
- Makdús - berenjena rellena en aceite de oliva.

### Postres
Los postres de la cocina libanesa suelen ser bastante dulces y estar compuestos de uno o varios siropes empleados artísticamente para que sean deliciosas. Entre los postres más populares destacan: el baklava, la halva (se trata de una pasta de sésamo dulce cubierta con frutas y nueces), los sabrosos kunafi (una pasta dulce en forma de lazo rellena con queso blanco dulce, nueces y sirope) y las ma'amul que se tratan de unas galletas hechas de dátiles a las que se les da forma con un molde de madera...

### Bebidas
El café arábigo es una bebida muy apreciada generalmente por los habitantes del Líbano. Si describimos como bebidas a los refrescos podemos destacar el jallab, una deliciosa bebida preparada con uvas pasas y que se sirve con piñones; y el ayran, una bebida a base de yogur (Origen turco). La gastronomía libanesa posee también la elaboración propia de vinos: especialmente los Châteaux Kefraya, Ksara y Musar. Entre las bebidas alcohólicas la más popular, el arak, que se mezcla con agua y hielo.
Algunas de las bebidas más famosas son:
- Almaza
- Arak
- Café blanco